# Top Gun: Second Mission
Top Gun: The Second Mission, conocido en Japón como Top Gun: Dual Fighters, es un videojuego de simulador de vuelo y combate, que fue lanzada para Nintendo NES en 15 de diciembre de 1989 en Japón, en enero de 1990 en Estados Unidos y en 24 de octubre de 1991 en Europa, desarrollado y publicado por Konami.
- Datos: Q2219421